# Reinold Stoof
Karl Bruno Reinhold Stoof (ur. 12 stycznia 1887, zm. 1957) – niemiecki misjonarz.

## Życiorys
Urodził się w Niemczech. Podjął pracę w szkole, w 1907 został ochrzczony jako członek Kościoła Jezusa Chrystusa Świętych w Dniach Ostatnich. Po wybuchu I wojny światowej służył w armii cesarskiej. Wyemigrował do Stanów Zjednoczonych podczas kryzysu gospodarczego, który dotknął Niemcy w pierwszej połowie lat 20. W 1923 osiadł w zdominowanym przez świętych w dniach ostatnich Utah. Zajął się dziennikarstwem, redagował ukazującą się w języku niemieckim gazetę Der Beobachter. Wkrótce włączył się w działalność misyjną Kościoła, przyjął powołanie na prezydenta misji południowoamerykańskiej w 1926. Zastąpił jako przywódca kapłański tej jednostki organizacyjnej starszego Melvina J. Ballarda, członka Kworum Dwunastu Apostołów. Podczas swojej trwającej dziewięć lat posługi (do 1935), skupiał się głównie na zamieszkujących tak Argentynę jak i Brazylię osadnikach niemieckich. Jego praca otwiera tak zwany okres niemiecki w historii brazylijskiego mormonizmu. 25 października 1931 w Joinville w brazylijskim stanie Santa Catarina poświęcił pierwszą mormońską kaplicę w Ameryce Południowej.
Dwukrotnie żonaty, doczekał się łącznie ośmiorga dzieci. 